# NGC 2784
NGC 2784 (другие обозначения — ESO 497-23, MCG -4-22-5, UGCA 152, AM 0910-235, PGC 25950) — линзообразная галактика (S0) в созвездии Гидра.
Этот объект входит в число перечисленных в оригинальной редакции «Нового общего каталога».
Галактика NGC 2784 входит в состав группы галактик NGC 2835. Помимо NGC 2784 в группу также входят NGC 2835, ESO 565-1, ESO 564-30 и ESO 497-17.
Галактика демонстрирует наличие трёхосного внутреннего балджа.